# Olexandr Rojen
Oleksandr Rojen (en ukrainien : Рожен Олександр Павлович, né le 1er février 1937 en RSS d'Ukraine et mort au Canada, est un réalisateur, scénariste et producteur ukrainien de cinéma principalement connu pour le film Feathered Dreams.

## Biographie
Il a fait des études d'art à l'université nationale Taras-Chevtchenko de Kiev en 1959, puis de scénario au Cours supérieur d'écriture de scénario à Moscou en 1969.
À partir de 1967 il était scénariste et monteur à Kievnauchfilm puis entre 1990 et 2000 il était chroniqueur à Dzerkalo Tyjnia.

## Filmographie
- 1970 : Наближення теорії гіроскопа ("Approximation de la théorie du gyroscope")
- 1970 : Модель невідомого ("Modèle de l'inconnu")
- 1971 : Атоми міцності (Atomes de force)
- 1971 : Наша фабрика — наша гордість ("Notre usine est notre fierté")

...
- 2012 : Feathered Dreams
- 2013 : Пам'ятник, який створив Лук'ян ("Le monument créé par Lukyan")
- 2013 : Солов'ї, солов'ї ("Rossignols, Rossignols").